# Pantherophis ramspotti
Pantherophis ramspotti là một loài rắn trong họ Rắn nước. Loài này được Crother, White, Savage, Eckstut, Graham & Gardner mô tả khoa học đầu tiên năm 2011.